# Bahnhof Sneek

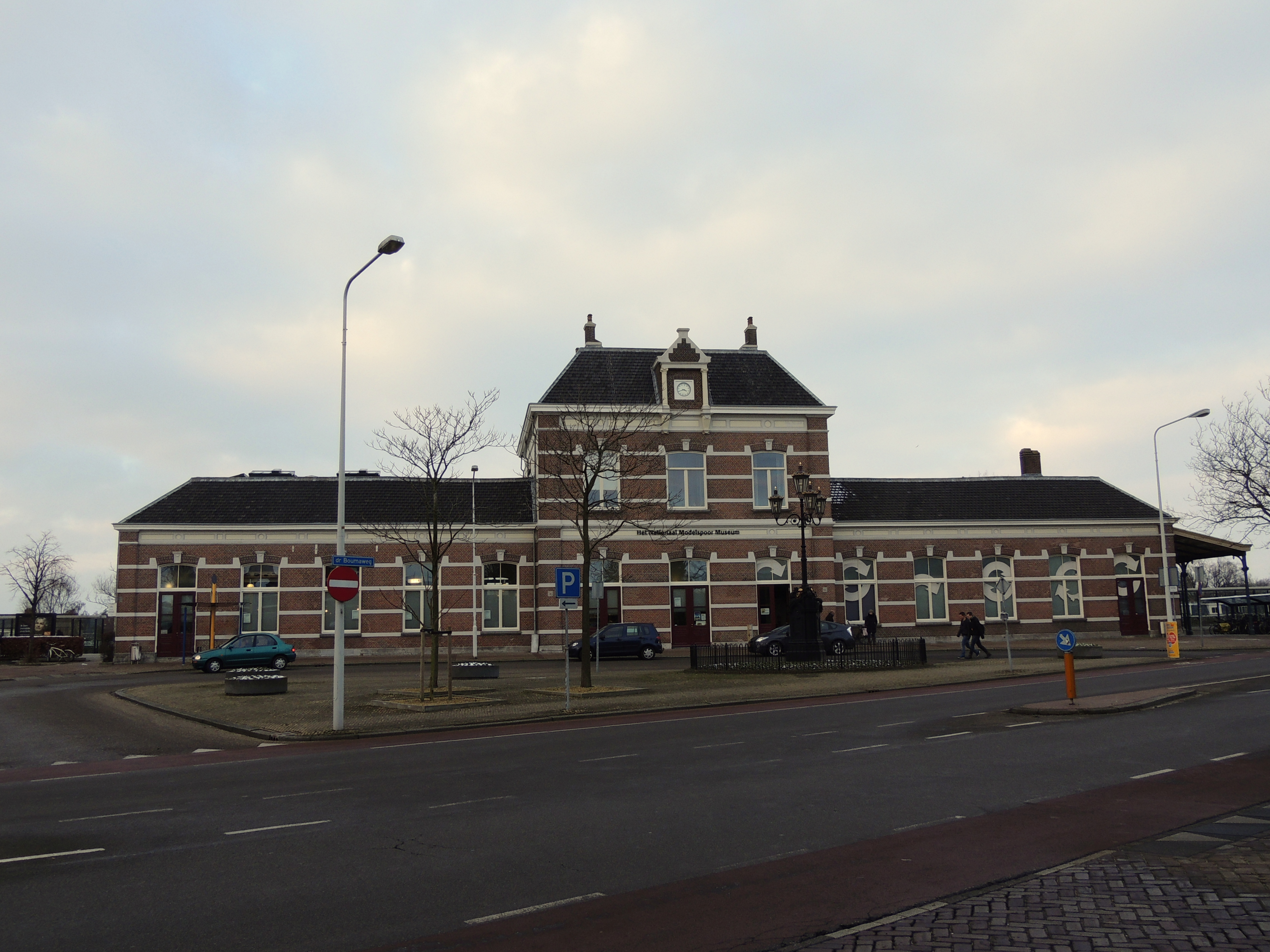
Das ehemalige Bahnhofsgebäude (2013)

Der Bahnhof Sneek ist ein Bahnhof der Stadt Sneek in der Provinz Friesland (Niederlande).

## Geschichte
Das Gebäude wurde anlässlich der Inbetriebnahme des ersten Teils der Strecke Leeuwarden-Stavoren errichtet und am 16. Juni 1883 eingeweiht. Ab 1883 war Sneek noch Endbahnhof. Zwei Jahre später wurde der Abschnitt nach Stavoren eröffnet.
1921 wurde zum Gütertransport eine Straßenbahnlinie in Richtung Bolsward eröffnet. Diese Linie wurde 1968 eingestellt. 2007 entstanden Pläne, Dampfloks auf der Strecke Sneek-Stavoren fahren zu lassen, was 2012 mit Eröffnung des Freizeitparks Stoom Stad Sneek realisiert werden sollte, letztlich jedoch nicht realisiert wurde.

## Gebäude
Das Bahnhofsgebäude wurde 1882 nach einem Standardentwurf errichtet, der an weiteren vier Orten verwendet wurde:
- Bahnhof Gorinchem, 1881 erbaut, 1971 abgerissen.
- Bahnhof Tiel, 1881 erbaut, noch erhalten.
- Bahnhof Appingedam, 1883 erbaut, 1981 abgerissen.
- Bahnhof Delfzijl, 1883 erbaut, noch erhalten, anders verklinkert.

Bis Juli 2004 wurde das Gebäude als Bahnhofsgebäude genutzt. Anschließend wurde nach Renovierung und Umbau das Modelleisenbahnmuseum Nationaal Modelspoor Museum untergebracht. Das Museum wurde am 29. Januar 2005 durch den Kommissar der Königin, Ed Nijpels, eröffnet. Im Gebäude ist außerdem die Taxizentrale von Sneek untergebracht.

## Streckenverbindungen
Im Jahresfahrplan 2023 bedienen folgende Linien den Bahnhof Sneek:
| Zugtyp             | Linienverlauf                 | Frequenz                                                     |
| ------------------ | ----------------------------- | ------------------------------------------------------------ |
| Sneltrein (Arriva) | Leeuwarden – Sneek            | stündlich (fährt nur in der HVZ)                             |
| Stoptrein (Arriva) | Leeuwarden – Sneek            | stündlich (fährt nicht in der HVZ, nach 20 Uhr und sonntags) |
| Stoptrein (Arriva) | Leeuwarden – Sneek – Stavoren | stündlich                                                    |